# Làser de punt quàntic

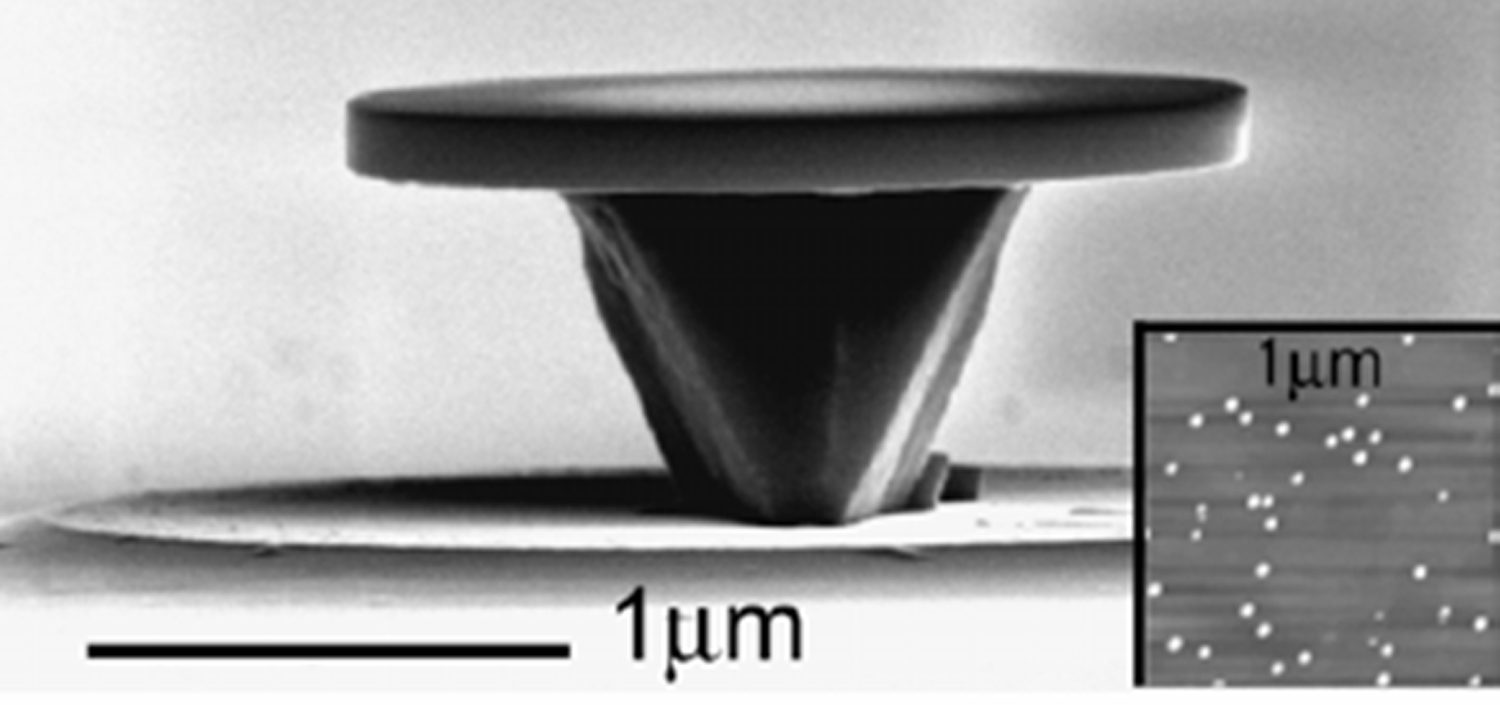
Làser de punt quàntic. Un punt marca tota la diferència. Els làsers de microdisc utilitzats en experiments pel NIST, la Universitat Stanford i la Northwestern University es fabriquen posant capes d'arsenur d'indi a la part superior de l'arsenur de gal i gravant discos d'uns 1,8 micròmetres de diàmetre sobre pilars d'arsenur de gal. La imatge del microscopi de túnel d'escaneig (insert) mostra algunes de les aproximadament 130 illes de "punt quàntic" d'arsenur d'indi a cada disc.

Un làser de punt quàntic és un làser semiconductor que utilitza punts quàntics com a medi làser actiu a la seva regió emissora de llum. A causa de l'estret confinament dels portadors de càrrega en punts quàntics, presenten una estructura electrònica similar als àtoms. Els làsers fabricats a partir d'aquests mitjans actius presenten un rendiment del dispositiu més proper als làsers de gas i eviten alguns dels aspectes negatius del rendiment del dispositiu associats als làsers semiconductors tradicionals basats en mitjans actius a granel o de pou quàntic. S'han observat millores en l'amplada de banda de modulació, el llindar de làser, el soroll d'intensitat relativa, el factor de millora de l'amplada de línia i la insensibilitat a la temperatura. La regió activa del punt quàntic també es pot dissenyar per funcionar a diferents longituds d'ona variant la mida i la composició del punt. Això permet fabricar làsers de punt quàntic per funcionar a longituds d'ona que abans no era possible mitjançant la tecnologia làser de semiconductors. Un repte en els avenços posteriors dels làsers de punt quàntic és la presència de processos Auger multiportador que augmenta la taxa no radiativa en la inversió de la població. Els processos de barrena són intrínsecs al material, però, a diferència dels semiconductors a granel, es poden dissenyar fins a cert punt en punts quàntics a costa de reduir la velocitat radiativa. Un altre obstacle per a l'objectiu específic del làser de punts quàntics amb bombeig elèctric és la conductivitat generalment feble de les pel·lícules de punts quàntics.
Els dispositius basats en mitjans actius de punt quàntic han trobat aplicació comercial en medicina (bisturí làser, tomografia de coherència òptica), tecnologies de visualització (projecció, TV làser), espectroscòpia i telecomunicacions. Amb aquesta tecnologia s'ha desenvolupat un làser de punts quàntics de 10 Gbit/s que és insensible a la fluctuació de temperatura per utilitzar-lo en comunicacions òptiques de dades i xarxes òptiques. El làser és capaç de funcionar a alta velocitat a longituds d'ona d'1,3 μm, a temperatures de 20 °C a 70 °C. Funciona en sistemes òptics de transmissió de dades, LAN òptiques i sistemes d'accés al metro. En comparació amb el rendiment dels làsers de pou quàntic tensat convencionals del passat, el nou làser de punt quàntic aconsegueix una estabilitat de temperatura significativament més alta.